# Nước cân bằng da

Toner chiết xuất hoa hồng

Nước cân bằng da hay còn gọi là toner, là mỹ phẩm dưỡng da dạng lỏng. Nước cân bằng da có chức năng tẩy sạch bụi bẩn tại vùng da mà sữa rửa mặt không rửa sạch hết, loại bỏ bã nhờn, giúp da dễ hấp thu dưỡng chất từ kem dưỡng ẩm tốt hơn đồng thời ngăn ngừa mụn, se khít lỗ chân lông, hạn chế nguy cơ da bị hủy hoại do môi trường, cân bằng độ pH cho da. Hiện nay, trên thị trường xuất hiện nhiều loại Nước cân bằng da với thành phần khác nhau, sử dụng khác nhau cho từng loại da.

## Phân loại
Nước cân bằng da được chia ra làm ba loại chính:

### Skin bracers hoặc Skin Freshener
Đây là loại nước cân bằng da êm dịu nhất, chứa nước và chất dưỡng ẩm như glycerin và rất ít alcohol (từ 0-10%). Skin Freshener có chức năng cung cấp nước, refresh cho da, làm mát da. Bên cạnh đó, trong skin freshener còn sử dụng nước tinh chất từ các loại hoa như hoa hồng, cúc La Mã, oải hương, trà xanh cùng với chiết xuất nha đam, thảo dược... để tăng cường dưỡng chất cho làn da. Thông thường, 'nước hoa hồng' – thuật ngữ thường được dùng để nói về nước cân bằng da trong tiếng Việt, thực ra là để nói đến loại Skin Freshener này.

### Skin tonics
Mạnh hơn một chút cho với Skin Freshener, Skin tonics có lượng alcohol khoảng 10-20% trong thành phần. Loại nước cân bằng da này có khả năng tẩy sạch da, thu nhỏ lỗ chân lông, sát khuẩn nhưng vẫn giữ cho da độ ẩm cần thiết. Nước hoa cam là ví dụ về loại nước cân bằng da này; thường dùng trên da thường, hỗn hợp hay da nhờn.

### Astringent
Đây là loại nước cân bằng da mạnh nhất chứa 20-60% alcohol. Chính vì thế, astringent vấp phải sự phản đối của rất nhiều chuyên gia chăm sóc da vì quá khô, có khả năng gây kích ứng. Tuy nhiên, nước cân bằng da này cũng mang lại những công dụng nhất định là sát khuẩn, se lỗ chân lông và giảm nhờn cho da.

## Chức năng
Nước cân bằng da có khá nhiều công dụng như tẩy sạch bụi bẩn, loại bỏ bã nhờn, se khít lỗ chân lông, cân bằng độ pH, giúp bảo vệ da, hạn chế nguy cơ bị hủy hoại từ môi trường. Một số loại nước cân bằng da hiện đại còn tăng công dụng dưỡng ẩm, giúp da mịn và mượt hơn. Đối với da dầu, nước cân bằng da sẽ tẩy sạch lớp dầu nhờn, hạn chế tình trạng tắc nghẽn lỗ chân lông gây nổi mụn.

## Thành phần
Nước cân bằng da có thành phần chính là nước, chất dưỡng ẩm, alcohol tùy liều lượng nhiều hay ít; cùng tinh chất, chiết xuất từ các nguyên liệu thiên nhiên như: hoa hồng, bạc hà, hoa cúc, trà xanh, hoa cam, táo, nha đam... Ngoài ra còn có vitamin và khoáng chất.

## Sử dụng theo từng loại da

### Da khô
Đối với da khô, ngay cả sau khi rửa mặt, da vẫn cớ thể bị căng kích. Skin freshner phù hợp với loại da này nhờ khả năng cấp nước, dưỡng ẩm cho da. Bất kỳ loại nước cân bằng da chứa alcohol nào cũng không phù hợp với da khô.

### Da thường và da hỗn hợp
Loại da này không quá dầu cũng không quá khô. Lựa chọn loại nước cân bằng da phù hợp loại làn da này tùy thuộc vào điều kiện thời tiết. Khi thời tiết nóng bức, skin tonic thường chọn để làm giảm bớt dầu thừa và giúp da sảng khoái. Khi thời tiết lạnh giá, da thường và da hỗn hợp nên chọn skin freshner nhằm tăng cường dưỡng ẩm cho da.

### Da dầu
Đối với da dầu, bã nhờn hay tích tụ trên da, dễ bị nổi mụn. Nước cân bằng da phù hợp với da dầu là skin tonic, tẩy sạch da hiệu quả. Trong một số trường hợp da ổn định nhưng dầu quá nhiều, bác sĩ da liễu có thể tư vấn cho da dầu sử dụng Astringent. Tuy nhiên, với hàm lượng alcohol cao, sử dụng liên tục Astringent có thể khiến da quá khô, kích ứng và mất đi lớp dầu cần thiết cho da, khiến tình trang mụn thêm nghiêm trọng.

## Cách sử dụng
Nước cân bằng da có thể thoa lên da theo những cách khác nhau: 
- Dùng len bông ẩm (đây là phương pháp được sử dụng nhiều nhất).
- Xịt lên mặt.
- Dùng mặt nạ dưỡng da gạc chứa dưỡng chất - một miếng gạc được phủ bằng nước cân bằng da và đắp lên mặt trong vài phút.

Người dùng thường xuyên sử dụng kem dưỡng ẩm sau khi lớp nước cân bằng da đã khô.